# Les Enquêtes d'Enola Holmes
Cet article concerne la série littéraire. Pour l'adaptation cinématographique, voir Enola Holmes (film).
Les Enquêtes d'Enola Holmes est le titre d'une série de romans policiers pour la jeunesse écrite par Nancy Springer. Ces romans ont par la suite été adaptés en bande dessinée, puis au cinéma.
L’histoire se déroule en Grande-Bretagne sous le règne de la reine Victoria. Enola Holmes est la sœur cadette de Mycroft et de Sherlock Holmes, le célèbre détective.

## Les personnages
- Enola Holmes est la sœur cadette du grand détective Sherlock Holmes et de Mycroft Holmes. Elle est née en juillet 1874 de Lady Eudoria Vernet Holmes et son mari. Sherlock et Mycroft ont respectivement 20 et 27 ans de plus qu'elle[1].

Leur père est mort quand elle avait quatre ans. Enola et sa mère vivent dans la maison familiale, Ferndell Hall, près du village de Kineford. Sherlock et Mycroft retournent à Ferndell pour la première fois depuis l'enterrement de leur père le jour où Lady Eudoria Vernet Holmes disparaît. Ils n'y sont pas revenus avant à cause d'un désaccord avec leur mère.
- Sherlock Holmes : détective créé par Conan Doyle. Il vit ici de nouvelles aventures dans lesquelles il croise régulièrement la route de sa sœur, dont il finit par se faire une alliée qu'il respecte.
- Docteur Watson : acolyte de Sherlock créé par Conan Doyle. A parfois aidé Enola sans la reconnaître sous ses déguisements.
- Lady Eudoria Vernet Holmes : la mère d'Enola, Sherlock et Mycroft. Elle a disparu le jour des 16 ans d'Enola non sans avoir semé un certain nombre d'indices permettant à Enola de s'affranchir de la tutelle de ses frères et de pouvoir vivre de façon autonome. Elle aurait rejoint une troupe de bohémiens pour pouvoir assouvir son propre besoin de liberté mais communique régulièrement avec Enola par petites annonces interposées, en utilisant un code floral.
- Mycroft Holmes : le frère aîné, qui n'apprécie guère les volontés indépendantistes de sa mère et de sa sœur. Lui voudrait qu'Enola intègre une école pour jeunes filles pour qu'elle apprenne les « bonnes manières », ce que sa mère s'est évertuée à éviter à Enola.

## Les romans
- La Double Disparition, Fernand Nathan, 2007 ((en) The Case of the Missing Marquess)Réédité en 2009 chez Nathan poche, policier

Enola (qui à l'envers se lit : alone, seule en anglais) vit avec sa mère dans leur demeure, vivant sans souci de l'étiquette.
Mais quand la mère disparaît sans donner de nouvelles, ses frères, Mycroft et Sherlock Holmes (le célèbre détective), veulent se mêler des affaires familiales et envoyer leur petite sœur au pensionnat. Enola s'échappe, prenant le déguisement d'une veuve, et se rend à Londres.
Elle est amenée à résoudre le mystère de la disparition d'un jeune Lord, disparition à laquelle une voyante est mêlée.
- L'affaire Lady Alistair, Fernand Nathan, 2007 ((en) The Case of the Left-Handed Lady, 2007)Réédité en 2010 chez Nathan poche, policier

Enola a adopté le pseudonyme d'Ivy Meshle, et se fait passer pour la secrétaire du Dr Ragostin, spécialiste en disparitions.
Toujours recherchée par ses frères, elle a vent de la disparition de lady Cecily Alistair, une jeune fille à la double personnalité.
Au nez et à la barbe de ses frères, elle découvrira que lady Cecily entretenait des relations avec un jeune homme pas très net.
- Le mystère des pavots blancs, Fernand Nathan, 2008 ((en) The Case of the Bizarre Bouquets, 2008)Réédité en 2011 chez Nathan poche, policier

La couverture d'Ivy Meshle n'étant plus sûre, Enola décide de changer totalement de déguisement.
Avec son profil cicérien, la version féminine de son frère Sherlock, elle est trop aisément reconnaissable.
Elle sera une jeune beauté. Mais son attention est attirée par la mystérieuse disparition de l'associé de Sherlock Holmes, Le docteur Watson. Elle décide de le retrouver, coûte que coûte. Mais qu'a donc la propriétaire du magasin de déguisement ? Aurait-elle quelque chose à voir dans cette histoire ?
- Le secret de l'éventail, Fernand Nathan, 2009 ((en) The Case of the Peculiar Pink Fan, 2008)Réédité en 2012 chez Nathan poche, policier

Enola retrouve dans cette aventure, la jeune lady Cecily, que l'on veut marier de force. Entraperçue, elle laisse tomber un éventail de papier, aussitôt ramassé par Enola. Mais cet éventail de couleur rose ne renfermerait-il pas quelque secret caché?
Enola utilise dans cette dernière affaire de nombreux artifices.
Et sa relation avec son frère Sherlock la rend de plus en plus fragile. Ne devrait-elle pas rentrer chez elle, plutôt que de voir ce frère qu'elle adore, son héros, devenir si soucieux à son sujet ?
Une fois de plus, Enola, alone, porte bien son nom.
- L'énigme du message perdu, Fernand Nathan, 2010 ((en) The Case of the Cryptic Crinoline, 2009)Réédité en 2012 chez Nathan poche, policier

Voilà près d'un an que Enola se cache de ses frères. Et c'est un soir de juin 1889 que, rentrant chez elle, elle découvre que sa logeuse, Mrs Tupper, s'est fait enlever. Enola jure de la retrouver. Et c'est en rangeant l'appartement sens dessus dessous, qu'Enola découvre une mystérieuse robe en crinoline portant un message à déchiffrer, qui est son seul indice. Son enquête va l'amener à rencontrer la grande Florence Nightingale...
- Métro Baker Street, Fernand Nathan, 2011 ((en) The Case of the Gypsy Goodbye, 2010)Réédité en 2013 chez Nathan poche, policier

1889, Londres.
Alors qu’Enola est lancée dans une nouvelle enquête sur la disparition de Lady Blanchefleur del Campo, elle découvre que son frère Sherlock la recherche désespérément. Il vient en effet de recevoir un énigmatique paquet en provenance de leur mère, adressé tout spécifiquement à Enola, et qu’elle seule saurait décrypter. Sherlock, accompagné de son frère Mycroft, se voit donc contraint de suivre les traces d’Enola dans ses pérégrinations au cœur des sombres tunnels de Londres.
Ensemble, les trois Holmes devront répondre à une triple question : Qu’est-il arrivé à leur mère? Où est donc Lady Blanchefleur ? Et que décidera l’aîné Mycroft de l’avenir d’Enola lorsque ses frères l’auront rattrapée ? 
- Et la Barouche Noire, Fernand Nathan, 2021 (en: Enola Holmes and the Black Barouche, 2021)

Aidée de son frère Sherlock, Enola Holmes doit résoudre l’énigme de la disparition d’une jeune Lady. Son époux dit qu’elle est morte, mais elle aurait été emmenée par une mystérieuse calèche noire… 
Avec son culot et sa débrouillardise légendaires, Enola va devoir affronter la folie et le monde secret des asiles pour mettre au jour une grande conspiration ! 
- en: Enola Holmes and the Boy in Buttons (2021)
- en: Enola Holmes and the Elegant Escapade (2022)
- en: Enola Holmes and the Mark of The Mongoose (2023)

Les couvertures sont illustrées par Raphaël Gauthey. Les romans sont traduits par Rose-Marie Vassallo.

## Les bandes dessinées
Les romans de Nancy Springer sont adaptés en bandes dessinées par les éditions Jungle, coll. « Miss Jungle », avec la dessinatrice et coloriste Serena Blasco du tome 1 au 6, et Lucie Arnoux a graduellement repris la série depuis le tome 6.
- Tome 1 : La double disparition, 2015.
- Tome 2 : L'affaire lady Alistair, 2016.
- Tome 3 : Le mystère des pavots blancs, 2016.
- Tome 4 : Le secret de l'éventail, 2017.
- Tome 5 : L'énigme du message perdu, 2018.
- Tome 6 : Métro Baker Street, 2019.
- Tome 7 : Enola Holmes et la barouche noire, 2022.
- Tome 8 : Enola Holmes et l'élégante évasion, 2023.

## Adaptations cinématographiques
Le premier roman de la série, La Double Disparition, est adapté en un long-métrage par Harry Bradbeer en 2020, produit par Legendary Pictures et Warner Bros., sous le nom Enola Holmes. Le rôle-titre est incarné par Millie Bobby Brown et Sherlock Holmes par Henry Cavill. Au départ prévu pour une sortie au cinéma, le film est finalement distribué sur le service Netflix, conséquence de la pandémie de Covid-19.
La suite, Enola Holmes 2, est également sortie sur Netflix en 2022. Il s'agit cette fois d'une histoire inédite et non de l'adaptation de l'un des romans,.